# Palazzo Loredan Cini

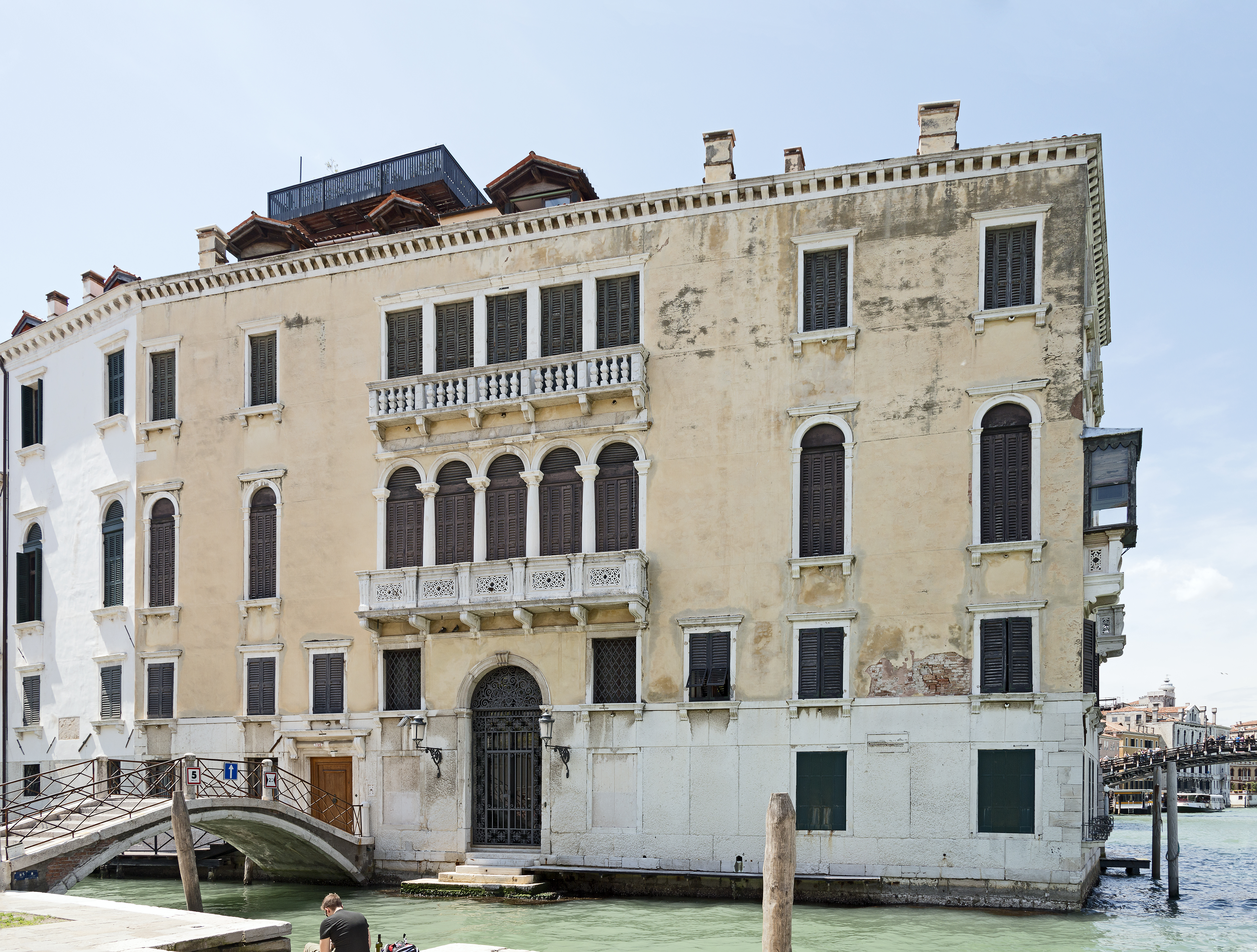
Palazzo Loredan Cini

Palazzo Loredan Cini ist ein Palast in Venedig in der italienischen Region Venetien. Er liegt im Sestiere Dorsoduro mit Blick auf den Canal Grande zwischen dem Campo San Vio und dem Palazzo Balbi Valier. Er entstand aus der Vereinigung zweier Gebäude.

## Geschichte

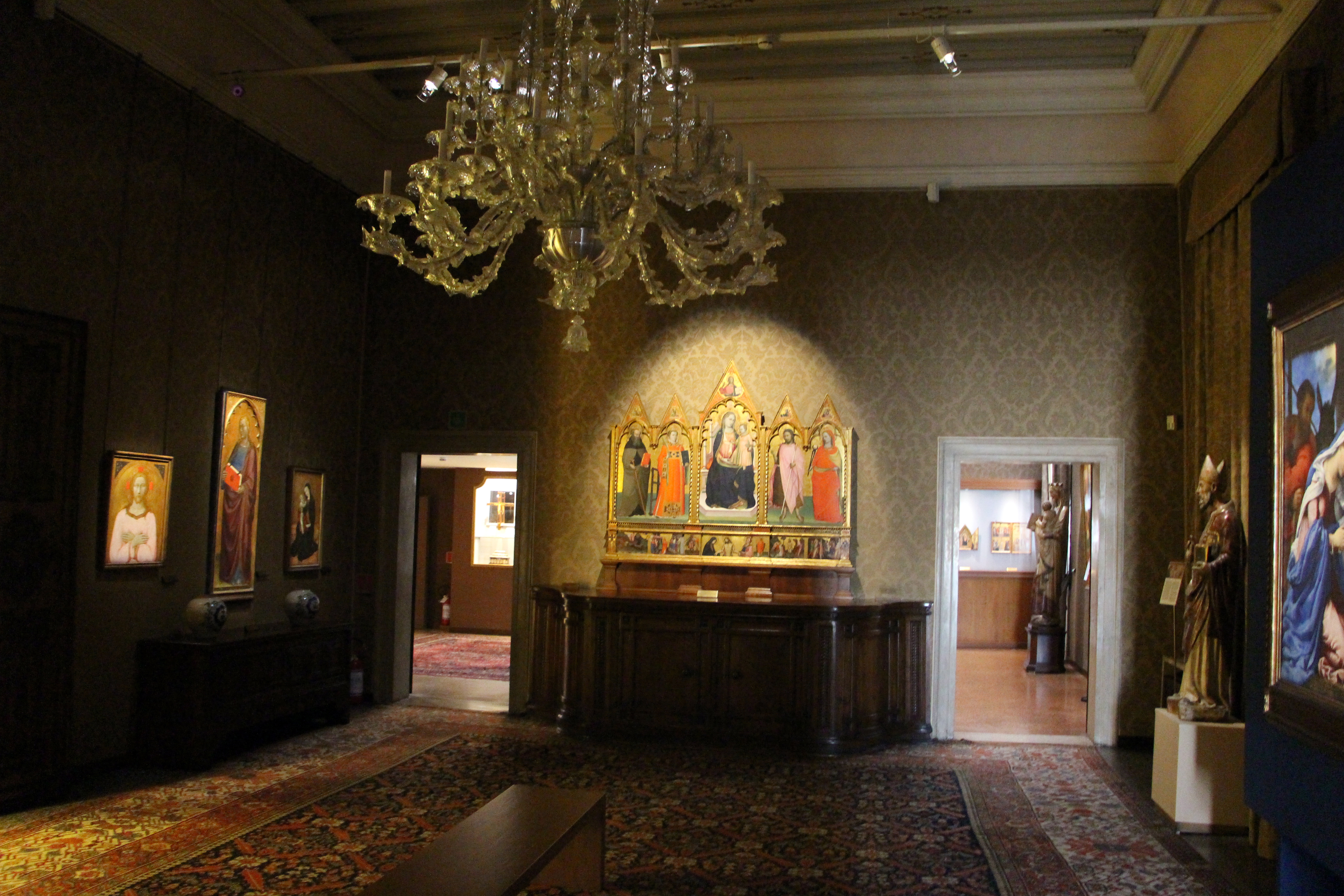
Inneres des Palastes

Der Palast wurde in der zweiten Hälfte des 16. Jahrhunderts errichtet und ist mit vielen Adelsfamilien verbunden: Erbaut wurde er für die Familie Loredan und fiel dann an die Caldognos und die Valmaranas. Vom 19. bis ins 20. Jahrhundert wohnte dort Carlos Maria de Bourbon und dann der Graf Vittorio Cini zusammen mit Giuseppe Volpi, einem der damaligen Industriemagnaten. Dieser wurde zweifellos nicht nur nicht nur wegen seiner politischen Aktivitäten in Zusammenhang mit der Nationalen Faschistischen Partei und seines Erfolges mit Finanzbereich bekannt, sondern auch durch den frühzeitigen Tod seines Sohnes, dem die Fondazione Giorgio Cini gewidmet ist, und für die Restaurierung des Klosterkomplexes San Giorgio Maggiore. Heute ist der Palast ein Museum; im ersten Obergeschoss sind Dauerausstellungen untergebracht, im zweiten Obergeschoss temporäre.

## Beschreibung
Der Palast liegt an der Einmündung des Rio San Vio in den wichtigsten Wasserweg der Stadt und zeigt drei strenge Fassaden, die aber klar aus der Renaissance stammen.
- Fassade zum Canal Grande: ohne jedes architektonische Interesse erstreckt sie sich über vier Geschosse und zeigt eine Abfolge von Doppelfenstern und Einfachfenstern. Früher war sie mit Fresken von Giuseppe Porta dekoriert, die aber heute verschwunden sind.[1]
- Fassade zum Rio di San Vio: gut 50 Meter lang und in zwei Abschnitte geteilt, die zwei voneinander unabhängigen Gebäuden zuzuordnen sind, die auch unterschiedliche Hausnummern haben (Dorsoduro 732, bzw. Dorsoduro 864). Sie zeigt monumental auf den Campo San Vio hinaus, mit dem es durch ein privates Brücklein verbunden ist. Der rechte Teil der Fassade, der durch ein imposantes Wasserportal und zwei Fünffachfenster nobel wirkt, korrespondiert mit dem anderen, der ähnlich aussieht, bei dem aber ein Mehrfachfenster durch ein venezianisches Fenster ersetzt ist. Darüber liegen kleine, rechteckige Fenster. Die anderen Einzellanzettenfenster haben keine künstlerische Bedeutung, mit Ausnahme derer des Hauptgeschosses mit Rundbögen.

- Rückfassade: Die Fassade auf die Piscina Forner zeigt Reihen von Einzelfenstern, aufgehellt durch ein venezianisches Fenster.